# Districten van Oostenrijk

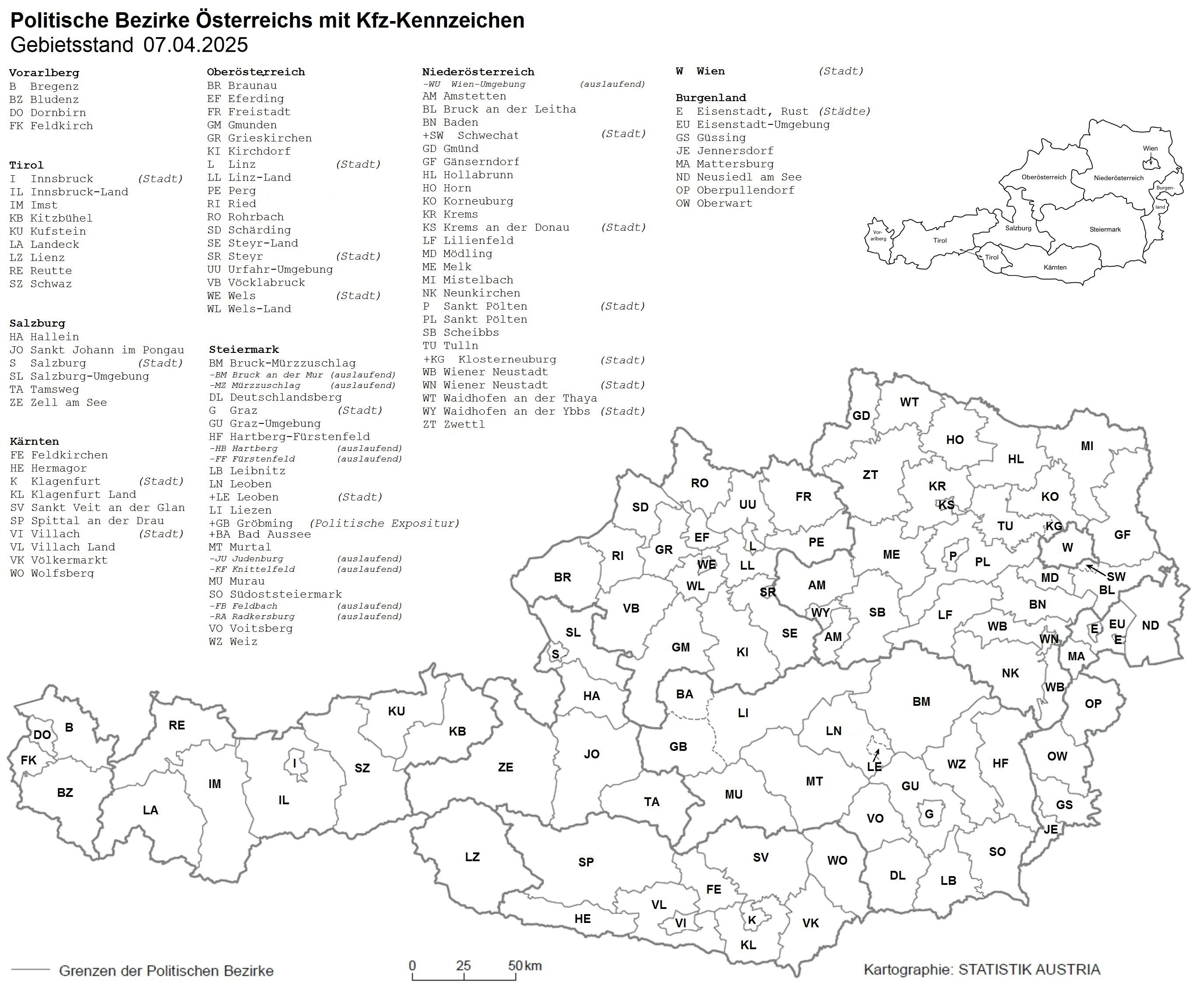
Kaart met de Bezirke van Oostenrijk.

Dit is een lijst van districten van Oostenrijk (Duits: Bezirke); in deze lijst zijn ook de 15 statutaire steden (Duits: Statutarstädte) opgenomen, dat zijn steden, die zowel het statuut van gemeente als van district hebben (hier aangegeven met *).
| District                   | Deelstaat          | Kenteken |
| -------------------------- | ------------------ | -------- |
| Amstetten                  | Neder-Oostenrijk   | AM       |
| Baden                      | Neder-Oostenrijk   | BN       |
| Bludenz                    | Vorarlberg         | BZ       |
| Braunau                    | Opper-Oostenrijk   | BR       |
| Bregenz                    | Vorarlberg         | B        |
| Bruck an der Leitha        | Neder-Oostenrijk   | BL, SW   |
| Bruck-Mürzzuschlag         | Stiermarken        | BM       |
| Deutschlandsberg           | Stiermarken        | DL       |
| Dornbirn                   | Vorarlberg         | DO       |
| Eferding                   | Opper-Oostenrijk   | EF       |
| Eisenstadt *               | Burgenland         | E        |
| Eisenstadt-Umgebung        | Burgenland         | EU       |
| Feldkirch                  | Vorarlberg         | FK       |
| Feldkirchen                | Karinthië          | FE       |
| Freistadt                  | Opper-Oostenrijk   | FR       |
| Gänserndorf                | Neder-Oostenrijk   | GF       |
| Gmunden                    | Opper-Oostenrijk   | GM       |
| Gmünd                      | Neder-Oostenrijk   | GD       |
| Graz *                     | Stiermarken        | G        |
| Graz-Umgebung              | Stiermarken        | GU       |
| Grieskirchen               | Opper-Oostenrijk   | GR       |
| Gröbming (Expositur)       | Stiermarken        | GB       |
| Güssing                    | Burgenland         | GS       |
| Hallein                    | Salzburg           | HA       |
| Hartberg-Fürstenfeld       | Stiermarken        | HF       |
| Hermagor                   | Karinthië          | HE       |
| Hollabrunn                 | Neder-Oostenrijk   | HL       |
| Horn                       | Neder-Oostenrijk   | HO       |
| Imst                       | Tirol              | IM       |
| Innsbruck *                | Tirol              | I        |
| Innsbruck-Land             | Tirol              | IL       |
| Jennersdorf                | Burgenland         | JE       |
| Klagenfurt am Wörthersee * | Karinthië          | K        |
| Klagenfurt Land            | Karinthië          | KL       |
| Kirchdorf                  | Opper-Oostenrijk   | KI       |
| Kitzbühel                  | Tirol              | KB       |
| Korneuburg                 | Neder-Oostenrijk   | KO       |
| Krems an der Donau *       | Neder-Oostenrijk   | KS       |
| Krems                      | Neder-Oostenrijk   | KR       |
| Kufstein                   | Tirol              | KU       |
| Landeck                    | Tirol              | LA       |
| Leibnitz                   | Stiermarken        | LB       |
| Leoben                     | Stiermarken        | LE, LN   |
| Lienz                      | Tirol              | LZ       |
| Liezen                     | Stiermarken        | LI       |
| Linz *                     | Opper-Oostenrijk   | L        |
| Linz-Land                  | Opper-Oostenrijk   | LL       |
| Lilienfeld                 | Neder-Oostenrijk   | LF       |
| Mattersburg                | Burgenland         | MA       |
| Mödling                    | Neder-Oostenrijk   | MD       |
| Melk                       | Neder-Oostenrijk   | ME       |
| Mistelbach                 | Neder-Oostenrijk   | MI       |
| Murau                      | Stiermarken        | MU       |
| Murtal                     | Stiermarken        | MT       |
| Neunkirchen                | Neder-Oostenrijk   | NK       |
| Neusiedl am See            | Burgenland         | ND       |
| Oberpullendorf             | Burgenland         | OP       |
| Oberwart                   | Burgenland         | OW       |
| Perg                       | Opper-Oostenrijk   | PE       |
| Südoststeiermark           | Stiermarken        | SO       |
| Reutte                     | Tirol              | RE       |
| Ried                       | Opper-Oostenrijk   | RI       |
| Rohrbach                   | Opper-Oostenrijk   | RO       |
| Rust *                     | Burgenland         | E        |
| Salzburg *                 | Salzburg           | S        |
| Salzburg-Umgebung          | Salzburg           | SL       |
| Schärding                  | Opper-Oostenrijk   | SD       |
| Scheibbs                   | Neder-Oostenrijk   | SB       |
| Schwaz                     | Tirol              | SZ       |
| St. Johann im Pongau       | Salzburg           | JO       |
| St. Pölten *               | Neder-Oostenrijk   | P        |
| St. Pölten (Land)          | Neder-Oostenrijk   | PL       |
| St. Veit an der Glan       | Karinthië          | SV       |
| Steyr *                    | Opper-Oostenrijk   | SR       |
| Steyr-Land                 | Opper-Oostenrijk   | SE       |
| Spittal an der Drau        | Karinthië          | SP       |
| Tamsweg                    | Salzburg           | TA       |
| Tulln                      | Neder-Oostenrijk   | TU, KG   |
| Urfahr-Umgebung            | Opper-Oostenrijk   | UU       |
| Villach *                  | Karinthië          | VI       |
| Villach Land               | Karinthië          | VL       |
| Voitsberg                  | Stiermarken        | VO       |
| Vöcklabruck                | Opper-Oostenrijk   | VB       |
| Völkermarkt                | Karinthië          | VK       |
| Waidhofen an der Thaya     | Neder-Oostenrijk   | WT       |
| Waidhofen an der Ybbs *    | Neder-Oostenrijk   | WY       |
| Wolfsberg                  | Karinthië          | WO       |
| Weiz                       | Stiermarken        | WZ       |
| Wels *                     | Opper-Oostenrijk   | WE       |
| Wels-Land                  | Opper-Oostenrijk   | WL       |
| Wenen *                    | (is ook deelstaat) | W        |
| Wiener Neustadt *          | Neder-Oostenrijk   | WN       |
| Wiener Neustadt (Land)     | Neder-Oostenrijk   | WB       |
| Zell am See                | Salzburg           | ZE       |
| Zwettl                     | Neder-Oostenrijk   | ZT       |